# يو إف سي في 1993
كان عام 1993 هو العام الأول في تاريخ بطولة القتال النهائي (يو إف سي)، وهي عبارة عن ترويج لفنون القتال المختلطة مقره الولايات المتحدة. في عام 1993، عقدت يو إف سي حدثًا واحدًا فقط، وهو يو إف سي 1.

## الظهور الأول لمقاتلي يو إف سي
بالنظر إلى أن هذه هي السنة الأولى ليو إف سي ، فإن جميع المقاتلين شاركوا في أول ظهور في نزالات يو إف سي.
| - أرت جيمرسون - جيرارد جوردو - جايسون ديلوشيا - كين شامروك | - كيفن روزير - باتريك سميث - رويس غراسي - تايلور ويلي | - ترينت جنكينز - زين فريزر |

## قائمة الأحداث
| #   | المكان              | التاريخ        | المكان                 | الموقع                           | الحضور |
| --- | ------------------- | -------------- | ---------------------- | -------------------------------- | ------ |
| 001 | يو إف سي 1: البداية | 12 نوفمبر 1993 | ملعب ماكنيكولز الرياضي | دنفر، كولورادو, الولايات المتحدة | 7٬800  |